# Asesinatos de Fausto e Iaio
Los asesinatos de Fausto Tinelli (1959-1978) y Lorenzo «Iaio» Iannucci (1959-1978), conocidos comúnmente como los asesinatos de Fausto e Iaio, fueron los asesinatos de dos activistas de izquierda italianos, muertos a tiros tras un enfrentamiento callejero en Milán el 18 de marzo de 1978, durante los Años de Plomo. Una investigación oficial sobre sus muertes se cerró sin condena en 2000. Se han sugerido varias teorías para el doble asesinato, que involucran a la clandestinidad neofascista, las agencias de inteligencia italianas, el secuestro de Aldo Moro y narcotraficantes locales.

## Trasfondo
Fausto Tinelli nació el 25 de noviembre de 1959 en Trento. Cuando era niño, sus padres se mudaron al distrito de Casoretto (it) en Milán. Después de la escuela, estudió primero ingeniería mecánica y luego bellas artes. Era políticamente de izquierda, simpatizante del partido militante Lotta Continua (Lucha Contínua) pero no un miembro de pleno derecho.: 23  Se hizo amigo de Lorenzo Iannucci, conocido como Iaio, cuando eran niños jugando en el oratorio local. Iannucci nació el 29 de septiembre de 1959 en Telese, en la provincia de Benevento, y también se mudó a Milán cuando era niño. Cuando eran mayores, los dos se unieron a través de su amor mutuo por la música y la lectura, y frecuentaban el Centro Social Leoncavallo, un centro social autogestionado de izquierda fundado en 1975 que albergaba actividades sociales y culturales para la comunidad local. Iannucci trabajaba como peón. Con otros activistas de Leoncavallo, los dos hombres estaban investigando el comercio local de heroína y su conexión con los neofascistas locales.: 157 : 117 
Después de las huelgas del otoño caliente de 1969, Italia entró en los Años del Plomo, una época de convulsiones políticas en las que varios grupos de izquierda y derecha lucharon en las calles. Los neofascistas iniciaron una campaña conocida como la estrategia de la tensión. En el transcurso de la siguiente década de violencia por motivos políticos, 415 personas fueron asesinadas.: 18, 21  Doce días antes del doble asesinato, el neofascista Franco Anselmi había sido asesinado a tiros mientras robaba una armería en Roma y solo dos días antes, el ex-primer ministro Aldo Moro había sido secuestrado por las Brigadas Rojas, un grupo revolucionario marxista-leninista.: 53 

## Doble asesinato
El 18 de marzo de 1978, Tinelli e Iannucci (comúnmente conocidos como Fausto e Iaio) estaban pasando tiempo juntos en Casoretto. Planeaban cenar en casa de Tinelli y luego ir a un concierto en Leoncavallo. Entre las 19:30 y las 20:00 horas, pasaron por la esquina de vía Casoretto y vía Mancinelli, donde se encontraron con otros tres hombres. Testigos informaron haber escuchado disparos silenciados y tanto Iannucci como Tinelli cayeron al suelo; el primero murió de inmediato y el segundo murió después de ser trasladado de urgencia al hospital.
Los tres asaltantes se dieron a la fuga a pie, a uno se le cayó un sombrero azul. Uno de ellos había disparado ocho balas calibre 7,65 con una pistola Beretta; el arma había sido escondida en una bolsa de plástico para no dejar cartuchos usados. En los días posteriores al doble asesinato, hubo una vigilia en el lugar y una manifestación de entre 100 000 y 300 000 personas.

## Teorías sobre los asesinos
Nunca nadie ha sido condenado por el crimen y existen diferentes teorías sobre la participación de los neofascistas, las agencias de inteligencia italianas y narcotraficantes locales. Inmediatamente después del hecho, cuatro grupos de extrema derecha se atribuyeron la responsabilidad de los asesinatos. Varias figuras de la clandestinidad neofascista de Italia estuvieron vinculadas a los asesinatos, como Massimo Carminati (it) y Mario Corsi (it). Uno de los grupos que se atribuyó la responsabilidad fue el Esercito nazional rivoluzionario, Brigata combattente Franco Anselmi (Ejército Nacional Revolucionario, Brigada Franco Anselmi), cuyo nombre hacía referencia a Anselmi. En su comunicado, la brigada afirmó que quería destruir el sistema político y vengarse del asesinato de Anselmi días antes. La investigación fue terminada formalmente por la jueza Clementina Forleo (it) en 2000, quien dijo que había pruebas considerables contra Claudio Bracci (it), Carminati y Corsi, pero no lo suficiente como para condenarlos.
Otra línea de investigación fue que Iannucci y Tinelli fueron asesinados a raíz del informe que recopilaban con otros militantes de Leoncavallo sobre la venta de heroína en el barrio, que vinculaba el tráfico de drogas con los neofascistas.: 114 : 157  A fines de la década de 1970, los activistas antifascistas tenían como objetivo el tráfico de heroína.: 157  El doble asesinato también se ha relacionado con el secuestro de Moro, ya que luego se supo que las Brigadas Rojas tenían una casa de seguridad cerca de la casa de Tinelli. En 2011, la madre de Tinelli dijo a los principales medios de comunicación que culpaba a las agencias de inteligencia por el asesinato de su hijo, porque el tercer piso del edificio donde vivía la familia había sido utilizado por una agencia de seguridad para monitorear el apartamento de las Brigadas Rojas, y ella pensó que ella y su hijo habían sido puestos bajo vigilancia.

## Legado
El periodista Daniele Biacchessi (it) escribió un libro sobre los asesinatos titulado  (Fausto e Iaio: La esperanza muere a los 18 años). La asociación Familiari e Amici di Fausto e Iaio (Familiares y amigos de Fausto e Iaio) hicieron campaña para que los jardines de Milán llevaran el nombre de los dos hombres y en 2012 se les dedicaron los jardines de Piazza Durante. También hubo un intento de renombrar extraoficialmente el camino donde los hombres fueron asesinados a via Fausto e Iaio. La obra de teatro Viva L'Italia: Le morti di Fausto e Iaio (Viva Italia: Las muertes de Fausto e Iaio) fue escrita por Roberto Scarpetti y estrenada en 2013. En 2023, cuarenta y cinco años después de los asesinatos, el hermano de Fausto Tinelli, Bruno, dijo que su familia seguía trabajando para esclarecer lo sucedido.